# 巨磁阻效应
巨磁阻效应（英語：Giant Magnetoresistance），是一种量子力学和凝聚体物理学现象，磁阻效应的一种，可以在磁性材料和非磁性材料相间的薄膜层（几个纳米厚）结构中观察到。2007年诺贝尔物理学奖被授予发现GMR的德國物理學家彼得·格林贝格（Peter Grünberg）和法國物理學家艾尔伯·费尔（Albert Fert）。
这种结构物质的电阻值与铁磁性材料薄膜层的磁化方向有关，两层磁性材料磁化方向相反情况下的电阻值，明显大于磁化方向相同时的电阻值，电阻在很弱的外加磁场下具有很大的变化量。巨磁阻效应被成功地运用在硬碟生产上，具有重要的商业应用价值。
巨磁阻的主要应用是磁场传感器，可读取硬盘、生物传感器、微机电系统等设备中的数据；其多层结构也被用于作为存储一位元信息的单元的磁阻随机存取存储器（MRAM）。

## 现象
物质在一定磁场下电阻改变的现象，称为“磁阻效应”，磁性金属和合金材料一般都有这种磁电阻现象，通常情况下，物质的电阻率在磁场中仅产生轻微的减小；在某种条件下，电阻率减小的幅度相当大，比通常磁性金属与合金材料的磁电阻值约高10余倍，称为“巨磁阻效应”（GMR）；而在很强的磁场中某些绝缘体会突然变为导体，称为“超巨磁阻效应”（CMR）。

巨磁阻效应示意图。FM（蓝色）表示磁性材料，NM（橘色）表示非磁性材料，磁性材料中的箭头表示磁化方向；Spin的箭头表示通过电子的自旋方向；R（绿色）表示等效电阻，较小的电阻器代表电阻值较大，较大的电阻器代表电阻较小。

如右图所示，左面和右面的材料结构相同，两侧是磁性材料薄膜层（蓝色），中间是非磁性材料薄膜层（橘色）。
左面的结构中，两层磁性材料的磁化方向相同。
- 当一束自旋方向与磁性材料磁化方向都相同的电子通过时，电子较容易通过两层磁性材料，都呈现小电阻。
- 当一束自旋方向与磁性材料磁化方向都相反的电子通过时，电子较难通过两层磁性材料，都呈现大电阻。这是因为电子的自旋方向与材料的磁化方向相反，产生散射，通过的电子数减少，从而使得电流减小。

右面的结构中，两层磁性材料的磁化方向相反。
- 当一束自旋方向与第一层磁性材料磁化方向相同的电子通过时，电子较容易通过，呈现小电阻；但较难通过第二层磁化方向与电子自旋方向相反的磁性材料，呈现大电阻。
- 当一束自旋方向与第一层磁性材料磁化方向相反的电子通过时，电子较难通过，呈现大电阻；但较容易通过第二层磁化方向与电子自旋方向相同的磁性材料，呈现小电阻。

## 发现

费尔的实验结果。横坐标为磁化强度，纵坐标为磁化时电阻与无磁化时电阻的比值；三条曲线分别显示了三种不同厚度结构的铁、铬薄膜层。

巨磁阻效应在1988年由德国于利希研究中心的彼得·格林贝格和巴黎第十一大学的艾尔伯·费尔分别独立发现的，他们因此共同获得2007年诺贝尔物理学奖。
格林贝格的研究小组在最初的工作中只是研究了由铁、铬、铁三层材料组成的结构物质，实验结果显示电阻下降了1.5%。而费尔的研究小组则研究了由铁和铬组成的多层材料，使得电阻下降了50%。
格林贝格和于利希研究中心享有巨磁阻技术的一项专利，他最初提交论文的时间要比费尔略早一些（格林贝格于1988年5月31日，费尔于1988年8月24日），而费尔的文章发表得更早（格林贝格于1989年3月，费尔于1988年11月）。费尔准确地描述了巨磁阻现象背后的物理原理，而格林贝格则迅速看到了巨磁阻效应在技术应用上的重要性。

## 应用
巨磁阻效应在高密度读出磁头、磁存储元件上有着广泛的应用。随着技术的发展，当存储数据的磁区越来越小，存储数据密度越来越大，这对读写磁头提出更高的要求。巨磁阻物质中电流的增大与减小，可以定义为逻辑信号的0与1，进而实现对磁性存储装置的读取。巨磁阻物质可以将用磁性方法存储的数据，以不同大小的电流输出，并且即使磁场很小，也能输出足够的电流变化，以便识别数据，从而大幅度提高了数据存储的密度。
巨磁阻效应被成功地运用在硬盘生产上。1994年，IBM公司研制成功了巨磁电阻效应的读出磁头，将磁盘记录密度提高了17倍，从而使得磁盘在与光盘的竞争中重新回到领先地位。目前，巨磁阻技术已经成为几乎所有计算机、数码相机和MP3播放器等的标准技术。
利用巨磁电阻物质在不同的磁化状态下具有不同电阻值的特点，还可以制成磁性随机存储器（MRAM），其优点是在不通电的情况下可以继续保留存储的数据。
除此之外，巨磁阻效应还应用于微弱磁场探测器。

## 参阅
- 磁阻效应
- 超巨磁阻效应